# Most Gdud 22

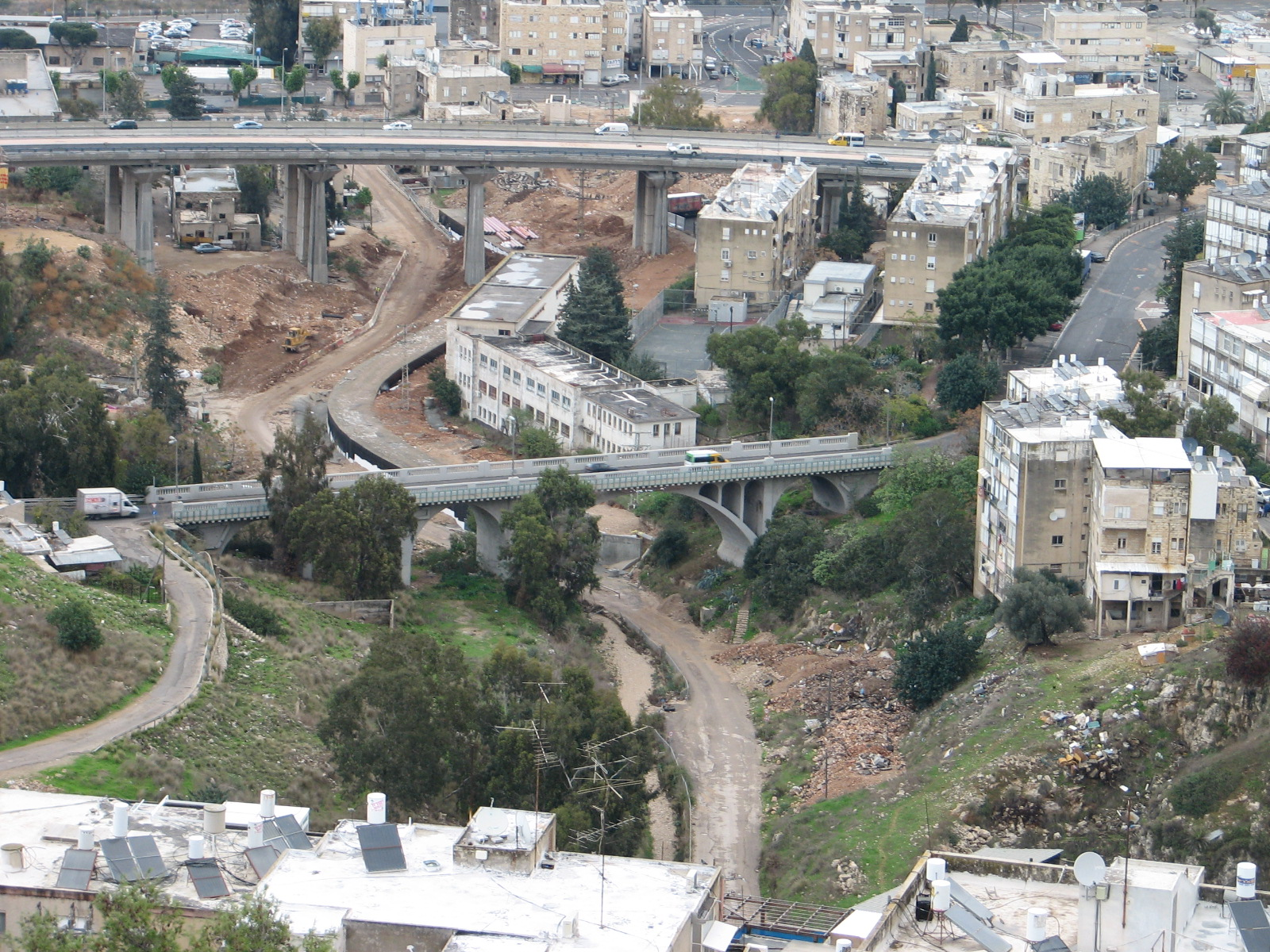
Zástavba ve čtvrti Chalisa, údolí Nachal Giborim, v popředí Most Rušmija, v pozadí Most Gdud 22

Most Gdud 22 (hebrejsky: גשר גדוד 22, Gešer Gdud 22, doslova Most praporu 22) je most přes vádí Nachal Giborim v Haifě v Izraeli, spojující dolní centrum města Haifa se čtvrtí al-Chalisa. Nachal Giborim vytváří výrazný terénní zářez, který ve východozápadním směru rozděluje Haifu.
V roce 1927 vádí překlenul betonový Most Rušmija, který pak během první arabsko-izraelské války respektive v předcházejícím období občanské války v Palestině v roce 1948 představoval strategický bod, okolo kterého probíhalo soupeření Židů a Arabů. Bojů se účastnila Brigáda Karmeli a její oddíl Gdud 22 (batalión číslo 22). 22. dubna 1948 se židovským silám podařilo most ovládnout.
Právě tato historická událost dala název novému mostu, který vyrostl v roce 1992 několik desítek metrů po proudu vádí od starého mostu. Doprava pak byla rozdělena mezi oba mosty. Po starém vede jednosměrný provoz východním směrem, po novém se jezdí jednosměrně západním směrem.